# 인상 관리
인상 관리(impression management)란 사회적, 심리적, 물질적 목표를 달성하기 위하여 자신의 이미지를 통제하고 노력하는 행위, 타인의 지각에 영향을 미치도록 의도적으로 디자인된 행동을 말한다.

## 개념
미국의 사회학자 어빙 고프먼(Erving Goffman)(1959)이 '연극학적 관점'으로 접근하여 만들어진 개념이다. 인상관리의 기본적인 전제는 행위자가 주어진 상황 속에서 자신의 이익이 극대화 되도록 인상을 의식적으로 구성한다는 것이다. 권력이나 영향력을 가지고 있는 다른 이들로부터 호의를 얻고자 할 때 또는 자신에게 이익이 되는 결과를 얻고자 할 때 조직 구성원들은 가장 호의적인 이미지를 만들어내기 위해 여러 가지 행동들을 보이게 된다(Sussman et al., 2002). 이렇게 사회적, 심리적, 물질적 목표를 달성하기 위하여 자신의 이미지를 통제하고 노력하는 행위, 타인의 지각에 영향을 미치도록 의도적으로 디자인된 행동을 인상관리라고 할 수 있다.

## 이론

### 동기
고프만은 인상관리를 연극을 통해 설명했고, 인상관리란 의도적으로 자신의 목적에 맞는 행위(연기)와 정보를 사회적 상호작용을 하는 타인들(청중)에게 제공하는 노력을 통해 자신의 목표에 부합하는 인상을 타인에게 형성하려는 것 이라고 했다.
- 인간의 기본적 욕구 - 인간에게는 누구나 상대방이 자신을 좋아하게 하려는 요구가 존재한다. 호의적인 인상을 전달함으로써 사회적이거나(인정, 우정 등) 물질적인(급여의 인상이나 승진 등) 바람직한 결과를 얻으려고 한다. 또는 바람직하지 못한 혹은 부정적인 결과에 대한 비난을 피할 수 있는 인상을 전달하려고 노력한다.[4][5]즉, 일반적인 수준에서 인상관리를 하는 동기는 사회적 관계에서 보상을 극대화하고 기대되는 처벌을 최소화하려는 것이라 할 수 있다.[6]
- 자존심 향상 혹은 유지 - 인상관리를 동기화시키는 또 다른 측면은 자존심의 향상 혹은 유지이다[7].개인들은 타인의 반응을 통해서 자존심이 증가하거나 감소함으로써 타인의 피드백이 기대될 때 자존심을 고양할 만한 인상을 전달하고자 노력한다.[8] 또한 자존심은 그들의 행위에 대한 자기평가와 그들에 대한 타인의 추정된 반응에 의해 영향을 받음으로, 개인들은 자신들이 좋은 혹은 나쁜 인상을 만들었는지 지각하며 타인으로부터의 명백한 혹은 축적인 피드백으로 자존심에서의 변화를 경험할 수 있다.[9]
- 정체성 표출 - 개인들은 특정한 정체성을 창출하기 위해 자기연출을 한다. 이 정체성 창출의 동기는 개인의 이상적 자기와 동등한 공적 이미지를 만들고자 하는 요구에 의해서 유도된다. 즉, 자신의 정체성을 상대방에게 표현함으로써 타인에게 관심을 받고 사회적 실체를 얻으려 노력한다[10]

### 사회적 상호작용
Goffman(1959)은 인상관리를 사회적 상호작용에서 특정한 목표를 성취할 수 있는 위치에 자신이 가기위해 본인의 이미지와 정체성을 통제하려는 행위로 정의하였다. 여기서 사회적 상호작용이란, 상징적 상호작용의 일부분이다.

### 극적 분석
Harre와 Secord는 고프만의 연극학적 관점을 다음의 개념들로 설명한다.
- 공연: 고프만은 개인의 인상관리의 과정을 하나의 공연으로 봤다. 고프만은 "공연"(performance) 이란 말을, 특별한 일련의 관찰자들 앞에서 자신을 나타내 보이는 기간동안 일어나는 모든 행위, 그리고 그 관찰자들에게 영향을 미치는 모든 행위를 언급하기 위해 사용하고 있다.[13] 전면영역(무대위 모습)을 관리하는 것은 타인에게 보여주고 싶은 모습만을 보여주기 위함이다[14]

- 집단적 차원 : 고프만의 집단적 차원의 인상관리는 비밀을 서로 공유(공모,Collusion)하며 연극적 충성도(darmatugical loyalty)를 가지고 용의주도하게 집단의 이미지를 관리하는 것이다.[15] 이를 위해 공연팀은 공연이 시작되면 완전히 통합되어 청중들에게 어떠한 불일치도 보여서는 안된다.[16]

- 전면영역, 후면영역 : 전면영역(front region)은 공연 중 청중에게 실제로 보여주는 영역이다. 후면영역(back region)은 공연을 준비하고, 휴식을 취하는 영역으로 관객 어느 누구도 침범할 수 없는 공간이다. 고프만은 공연자는 무대전면을 잘 꾸밀 뿐만 아니라 자신의 정보를 통제함으로써 감춰져야 하는 사실들을 은폐해야 한다고 말한다[17].

- 불일치 되는 역할(discrepant role) : 공연에 있어서 청중에 속하면서도 공연자의 불리한 정보나 후면영역에 접근하는 역할 수행자, 또 청중인 것처럼 행동하지만 실제로는 공연자와 한 편인 사람들도 있을 수 있다.

## 전략
인상관리 전략이란 타인에게 인상을 창출하고자 동기화되었다면, 개인이 만들고자 하는 인상의 유형을 결정하고, 그 인상을 위해 구체적인 행위를 결정하는 것을 말한다.인상관리 전략은 행위자의 인상관리 동기와 외부 환경에 따라 다르게 선택되므로 그 유형 역시 다양하다. Tedeschi와 동료들은 인상관리 전략의 유형을 주장적(assertive) 및 방어적 (defensive) 책략으로 구분하였다. 주장적 책략은 행위자가 타인에게 자신의 특정한 이미지를 설정하기 위한 행동이며, 방어적 책략은 행위자가 자신에 대한 부정적 이미지를 제거하려는 행위로 정의하였다. Arkin(1981)은 획득적(acquisitive) 및 보호적(protective) 행동이라는 용어를 사용하여 인상관리 전략을 구분하였다. 획득적 행동은 행위자가 사회적으로 인정을 받기 위해 하는 행동이며, 보통 타인에게 긍정적인 인상을 주려는 목적이 강하다. 보호적 행동은 비난을 피할 목적으로 아주 신중하고 보수적인 행동으로 정의 한다. 그 외에도 구두적 인상관리와 비구두적 인상관리로 구분하기도 하고, Cialdini와 Richardson(1980)은 직접적 및 간접적 인상관리로 구분하기도 한다. 

이를 종합하여 Schutz(1998)는 이러한 인상관리 전략에 대한 분류에 대해서, 비록 몇몇 공통적인 측면을 담고 있다고는 해도, 서로 체계적으로 관련되지 않는다고 지적하면서 개인의 속성, 맥락적 요구, 상대에 따라 주장적, 공격적, 보호적, 및 방어적으로 명명한 4가지 유형으로 나누었다.

### 주장적 자기연출 전략
- 자기 홍보 - 자기홍보는 가장 호의적인 매너로 자신을 돋보이게 하기 위해 개인의 성과, 특성, 자질을 알리고 드러내는 행동이다. 자기강화, 자기 띄우기, 고난을 극복했다는 것을 표현함으로써 역량이 있다는 것을 보여준다.[25]
- 아부 - 남의 환심을 사거나 잘 보이려고 알랑거리는 말이나 행동이다. 아부의 첫 번째 형태는 타인 띄우기로 대상에 대하여 긍정적인 부분을 부각하는 것이다.[26] 그리고 두 번째 형태는 의견동조로 대상이 가지는 생각이나 가치에 대하여 동의를 표시하는 것이다.[27] 이러한 아부하기는 주로 조직 정치 내에서 상사에게 잘 보이고자 하는 상사 중심 행동이다. 이런 상사 중심 행동은 보상이나 승진 정책이 상사에 의해서 결정된다는 지각이 높을 때에 발생한다.[28]
- 권력 표시 - 조직에서 행위자에게 주어지는 권력을 직위권력이라고 하는데, 이것은 직위에 부여된 공식적이고 합법적인 권력이며, 직위 자체로 부여 받게 되는 권리이다.[29] 이러한 직위 권력을 부여 받은 행위자는 자신의 권력을 활용하여, 구성원들을 이끌며 자신의 인상을 관리 한다.
- 외모 관리 - 행위자는 외모 관리로 개인의 심리적 성과와 더불어 조직이나 기업의 성과를 향상시킬 수 있다.[30]

### 공격적 자기연출 전략
원하는 이미지를 설정하기 위해 특정인을 비하함으로써 상대적으로 우월성을 획득하고자 하는 자기연출 방법이다. Schutz에 의하면 공격적 자기 연출 방법은 타인을 공격하고 자신을 우세한 것으로 연출함으로써 자신이 원하는 이미지를 획득할 수 있다. 공격적 인상관리에는 다양한 전술이 있다.
- 상대편 질타하기(blasting the opposition): Cialdini와 Richardson(1980)은 학생들이 그들 자신의 수행에 대한 부정적인 피드백을 받은 후에 경쟁학교의 질을 덜 정적으로 평가함을 발견하고,이 전략이 실패조건에서 부정적으로 평가되는 것을 막고, 분명히 자기-고양의 목적에 이바지한다고 지적하였다.[32]
- 제3자에 대한 비판적 평가: 관찰자의 눈에 평가의 대략적인 기준을 설정하는 예리함이 있다는 인상을 창출할 수 있으며, 자신들을 관련된 영역에서 유능하게 보이도록 해준다.[33]
- 비판적인 질문을 하거나, 주제에 대한 부정적 평가를 내리는 것[34]
- 비평적 논평을 인용한 발간물 등 비판의 출처를 평가절하 : 출처의 능력이나 신빙성을 공격함으로써, 그 비판을 약화시킬 수 있으며 행위자는 관찰자에게 우세하게 보이도록 할 수 있다.[35]

### 보호적 자기연출 전략
보호적 전략은 자신을 좋게 보이려 노력하는 것이 아니라 나쁘게 보이지 않으려는 전략으로 이미 설정된 혹은 추정된 사회적 신분에 대한 위험을 피하는데 기울인다. 이 양상은 자신을 돋보이지 않기 위해 노력하며 위험한 긍정적 자기연출을 하지 않는다. 보호적 자기연출의 특징은 다음과 같다.
- 대중의 주목에서 벗어남: 최대한 자신을 드러내지 않음으로서 다른 사람에게 비판의 기회를 주지 않는다.[37]
- 미래의 수행에 대한 기대를 감소 : 자신에 대한 타인의 기대를 감소시켜 비판을 최소화하려는 전략이다.[38] 때때로 자기비하(self-depreciation)의 형태로 나타나기도 한다.[39]
- 사과와 재발방지의 약속: 부정적인 사태에 직면하였을 경우에 빠르게 자신의 책임을 인정하며 관용을 청하며 재발방지의 약속을 한다. 이는 책임을 지더라도 비난을 줄이고, 더 많이 용서받고, 처벌을 덜 받을 뿐만 아니라 정직하고 책임감이 있다는 개인의 이미지를 유지할 수 있다.[40]

### 방어적 자기연출 전략
방어적 자기연출 전략은 자신의 정체성이 위협받거나, 손상된 후에 있을 위험을 최소화하기 위해 사용된다.
- 부정은 발생한 사태가 아무것도 아니라고 주장하는 것이다. 비슷한 행동으로 거부 행동이 있다.[42]
- 재구성은 특정 사태의 발생은 인정하지만, 부정적으로 보이지 않는다고 주장하며 결과를 재해석하는 것이다.[43]
- 분리란 행위자 본인이 사태 발생의 원인이 아니라고 주장하는 것이며, 희생양을 지명하기도 한다. 또한, 실패한 집단으로부터 거리를 두는 행동도 분리의 한 예가 될 수 있다.[44]
- 정당화는 부정적인 결과가 발생한 것을 당연하다고 생각하는 것이다. 이러한 방법을 사용하는 행위자는 그 상황이 불가피하거나 당연한 일이기 때문에 자신이 한 행동이 옳다고 주장한다.[45][46]
- 변명이란 부정적인 상황에 대한 책임은 인정하지만, 그 상황이 어쩔 수 없었다고 정상참작을 주장하는 행위이다. 이러한 방어적 자기연출 전략들은 부정적인 결과에 대한 행위자의 책임성을 절감시키는 효과를 준다.[47][48]

## 조직차원에서의 인상관리

### 상사중심 인상관리
상사중심 인상관리는 상사중심 인상관리행동은 상사에 대한 직접적인 칭찬이나 아부를 통해 상사가 자신을 긍정적으로 평가할 수 있도록 환심을 사는 행동을 말한다. Yei-Yi와 Wenchang(2008)은 인사고과 준거가 주관적일 경우 상사중심 인상관리가 승진에 영향을 미치는데 중요한 역할을 한다고 밝혔다.

### 자기중심 인상관리
자기중심 인상관리는 상사뿐만 아니라 직장 동료에게도 자신의 가치를 과시하는 행동으로 모범 보이기가 이에 해당된다. Turnley와 Bolino(2001), Zivnuska 외(2004)는 자기중심 인상관리행동이 동료들에겐 헌신적인 모습으로 인식되며

### 직무중심 인상관리
직무중심 인상관리는 직무를 수행하는 과정에서 자신이 세운 업적을 내세우고 인정받고자 하는 행동을 의미한다. 그리고 이러한 인상관리행동은 비공식 네트워크를 통한 조직 내 평판, 업무성과를 향상시킬 수 있다면 공식적인 업무를 통한 부정적 모습이 완화할 수 있다.

### 영향
이러한 인상관리는 자기효능감과 직무만족, 그리고 직무성취감에 영향을 주고 그 조직의 성격에 따라 정도의 차이가 있음이 입증되었다. 첫 번째로, 상사중심 인상관리와 자기중심 인상관리는 자기효능감에 긍정적인 영향을 미친다. 이러한 결과는 직장인들이 조직 내 정치활동을 적절히 수행함으로써 얻게 되는 평온함이, 직장인들의 자기가치 및 신념에 대해 확신을 주는 중요한 역할을 할 수 있음을 보여주었다.. 둘째, 모든 인상관리행동은 직무만족과 직무성취에 대하여 긍정적인 영향을 미친다. 이 결과는 인상관리행동이 직무에 대한 주요 태도에 중요한 영향을 미친다는 기존의 많은 연구결과에서도 입증되었다.
특히 공조직에서는 인상관리행동 중 상사중심 인상관리행동이 직무만족 및 직무성취에 가장 높은 영향관계를 미쳤고, 사조직에서는 인상관리행동 중 자기중심 인상관리행동이 직무만족 및 직무성취에 가장 높은 영향관계를 미쳤다.

## 같이 보기
- 존엄
- 드라마투르기 (사회학)
- 인스타그램
- 인터넷에선 아무도 당신이 개라는 것을 모릅니다
- 사용역
- 신호 효과
- 피상적 매력